# Коркино
Коркино (на руски: Коркино) е град в Русия, административен център на Коркински район, Челябинска област. Населението му към 1 януари 2018 година е 34 672 души.